# アントニオ・ファーガス
アントニオ・ファーガス（Antonio Juan Fargas、1946年8月14日 - ）は、アメリカ合衆国の俳優。
ニューヨーク出身。父親はプエルトリコ系、母親はトリニダード・トバゴ系。高校卒業後にアクターズ・スタジオなどで学び、1963年にデビュー。黒人社会の悲哀を感じさせる役どころが目立ち、時にはゲイ役も演じた。
主に『黒いジャガー』（1971年）や『110番街交差点』（1973年）等のアクション映画で黒人のチンピラ役を多く演じたほか、テレビドラマ『刑事スタスキー&ハッチ』の情報屋ハギー・ベア（日本語版では“ヒョロ松”）役で知られる。1980年代末には『死海からの脱出（再ビデオ題名/ジョーズ・アタック）』（1987年）といったイタリア映画にも出演した。

## 主な出演作品
- クール・ワールド The Cool World (1963)
- 夏の日の体験 Three (1969)
- 黒いジャガー Shaft (1971)
- さらば青春の日 Believe in Me (1971)
- 110番街交差点 Across 110th Street (1972)
- ダイナマイト諜報機関/クレオパトラ危機突破 Cleopatra Jones (1973)
- 破壊! Busting (1974)
- コンラック先生 Conrack (1974)
- フォクシー・ブラウン Foxy Brown (1974)
- 熱い賭け The Gambler (1974)
- ハックルベリー・フィンの冒険 Huckleberry Finn (1975) テレビ映画
- 刑事スタスキー&ハッチ Starsky and Hutch (1975-1979) テレビドラマ
- グリニッチ・ビレッジの青春 Next Stop, Greenwich Village (1976)
- カー・ウォッシュ Car Wash (1976)
- プリティ・ベビー Pretty Baby (1978)
- ミロのヴィーナス大混乱! Milo-Milo (1979)
- ウエディング・マーチにのった脱獄 Escape (1980) テレビ映画
- リアル・バレット/真実の銃弾 The Ambush Murders (1982) テレビ映画
- ザ・モデル/甘い誘惑 Model Behavior (1982)
- オール・マイ・チルドレン All My Children (1983-1984) テレビドラマ
- 炎の少女チャーリー Firestarter (1984)
- XYZマーダーズ Crimewave (1985)
- ストリート・ガールU.S.A. Streetwalkin' (1985)
- フロリダ・ストレイツ/脱出海峡 Florida Straits (1986) テレビ映画
- 死海からの脱出 La notte degli squali (1988)
- シェイクダウン Shakedown (1988)
- ゴールデン・ヒーロー 最後の聖戦 I'm Gonna Git You Sucka (1988)
- ハウリング4 Howling VI: The Freaks (1991)
- ボディ・チェンジャー The Borrower (1991)
- ボンデージ Whore (1991)
- ノックアウト Percy & Thunder (1993) テレビ映画
- ポップ・ガン Don't Be a Menace to South Central While Drinking Your Juice in the Hood (1996)
- マイロ/呪われた人体実験（ボディープレイ） Milo (1998)
- ザ・サバーバンズ The Suburbans (1999)
- 3ストライク 3 Strikes (2000)
- アリ/栄光への追跡 Ali: An American Hero (2000) テレビ映画
- バクテリア・ウォーズ Osmosis Jones (2001) アニメ映画、声の出演（追加）
- エクストリーマーズ Extreme Honor (2001)
- Everybody Hates Chris (2005-2009) テレビドラマ
- アメリカン・プリズン Once Fallen (2010)
- ラスベガス・イリュージョン カジノから2000万ドルを奪う方法 Stealing Las Vegas (2012)
- 殺人魚獣 ヘビッシュ SnakeHead Swamp (2014) テレビ映画
- スカイライン -奪還- Beyond Skyline (2017)